# Katarzyna Wirtemberska (Bonaparte)
Katarzyna (Friederike Katharina Sophie Dorothea von Württemberg) Wirtemberska (ur. 21 lutego 1783 w Petersburgu, zm. 28 listopada 1835 w Genewie) – druga żona najmłodszego brata Napoleona I, Hieronima.
Była córką księcia Fryderyka Wirtemberskiego i Augusty Karoliny Welf, księżniczki brunszwickiej. Gdy się rodziła, jej ojciec nie miał widoków na sukcesję w Wirtembergii i służył jako generał w armii carskiej. Wszystko się zmieniło w ostatnich latach XVIII wieku: zmarli jego dwa stryjowie Karol Eugeniusz, który panował 56 lat oraz Ludwik Eugeniusz, który panował dwa lata; przez kolejne 2 lata Wirtembergią rządził ojciec Fryderyka Fryderyk Eugeniusz. W 1797 roku Fryderyk został księciem Wirtembergii. Był wiernym sojusznikiem Napoleona i cesarz organizując na nowo Niemcy po rozwiązaniu Świętego Cesarstwa pozwolił mu przybrać tytuł królewski jako Fryderyk I w roku 1806. Wdzięczny za łaskę cesarską, Fryderyk wydał w roku 1807 córkę Katarzynę za cesarskiego brata, Hieronima, króla Westfalii.
Życie Katarzyny było jednym pasmem cierpień powodowanych niewiernością męża, ale zachowała wobec niego lojalność i głębokie uczucia: po upadku Napoleona, w roku 1814, powody polityczne jej małżeństwa przestały mieć ważność, król Fryderyk za wszelką cenę chciał wymóc na niej rozwód lub rozstanie z mężem, ale Katarzyna z wielką godnością odmówiła. W czasie Stu dni Napoleona Hieronim udał się z Austrii do Paryża, a Katarzyna została osadzona przez cesarza Franciszka II w areszcie domowym w Wiedniu, skąd niechętnie udała się do rodzinnej Wirtembergii, gdzie ojciec przydzielił jej zamek w Göppingen. Po Waterloo dołączył się do niej Hieronim i oboje małżonkowie znaleźli się pod obserwacją wirtemberskiej policji i w areszcie domowym. Pomógł im dopiero Klemens Metternich i umożliwił emigrację do Austrii. Napoleon pisał o niej później w pamiętnikach ze Św. Heleny:”Ta księżniczka, przez swe szlachetne zachowanie, zapisała się własną dłonią na kartkach historii”.
Po upadku Cesarstwa Napoleońskiego Katarzyna mieszkała wspólnie z mężem w Austrii, Italii i na koniec w Szwajcarii i poświęciła się wychowaniu swych dzieci. Miała ich czworo, z których troje dożyło dojrzałego wieku:
- Hieronim Napoleon Karol (1814-1847)
- Matylda Letycja (1820-1904) – żona Anatolia Demidowa oraz Klaudiusza Popelina
- Napoleon Józef (1822-1891)

Potomkami Katarzyny są wszyscy dziś żyjący Bonapartowie z linii tzw. cesarskiej.